# Oliver Ivanović
Oliver Ivanović (en serbio: Оливер Ивановић) (Rznić, Yugoslavia; 1 de abril de 1953-Mitrovica Norte, Kosovo; 16 de enero de 2018) fue un político serbokosovar y miembro de la Srpska Lista ("Lista serbia"). Desde 1999, Ivanović fue el líder de facto de la minoría serbia en Kosovo, aceptado por el gobierno serbio.
Ivanović fue desde 2008 hasta 2012 Secretario de Estado del Ministerio serbio de Kosovo y Metojia. En los años previos a su asesinato, Ivanović había estado cada vez más en conflicto con el gobierno de Belgrado. Su automóvil fue incendiado por desconocidos.
En 2016, fue sentenciado a nueve años de prisión por presuntos crímenes de guerra en la guerra de Kosovo por un tribunal que había establecido la misión EULEX de la UE en Kosovo. En la apelación de Ivanović, la sentencia fue derogada en febrero de 2017, Ivanović quedó en libertad e instituyó un nuevo caso criminal. En la campaña electoral local de 2017, criticó abiertamente al gobierno serbio de Aleksandar Vučić y dijo que los serbios en Kosovo ya no temen a los extremistas albaneses, sino a los serbios criminales y extremistas.

## Asesinato
El 16 de enero de 2018, personas desconocidas le dispararon durante el proceso en curso en Mitrovica Norte, ubicado al norte del río Ibar, parte de la ciudad de Kosovska Mitrovica.  Las conversaciones programadas para este día entre los representantes de Kosovo y Serbia en Bruselas fueron canceladas inicialmente después del asesinato. Ivanović hablaba no solo albanés, sino también su lengua materna serbio, así como italiano e inglés. Estaba casado con Milena Popović Ivanović y tuvo cuatro hijos con ella.